# شهرستان زبوریف
شهرستان زبوریف (به لاتین: Zboriv Raion) یک شهرستان در اوکراین است که در استان ترنوپیل واقع شده‌است. شهرستان زبوریف ۰٫۹۷۸ کیلومتر مربع مساحت و ۴۷٬۰۴۰ نفر جمعیت دارد.